# بطولة العالم لسباق الدراجات على الطريق 1957
بطولة العالم لسباق الدراجات على الطريق 1957 هي الدورة ال30 من بطولة العالم لسباق الدراجات على الطريق، أجريت في زولت، بلجيكا.

## برنامج المسابقات
رجال
- سباق الطريق المداري.

سيدات
- سباق الطريق المداري.

## النتائج النهائية
| المسابقة            | ذهبية                      | فضية                | برونزية                 |
| ------------------- | -------------------------- | ------------------- | ----------------------- |
| الرجال              |                            |                     |                         |
| سباق الطريق المداري | ريك فان ستينبرجين (بلجيكا) | ليسون بوبيت (فرنسا) | André Darrigade (فرنسا) |